# Watsonia marginata

## Descripció
Watsonia marginata és una planta de la família de les Iridaceae, bulbosa, molt vistosa, distingible d'altres espècies de Watsonia per les seves fulles i flors de color rosat. Les fulles són normalment amples, de color verd-blavós i amb marges fortament engruixits i de color groguenc. Les flors són diferents d'altres membres del gènere, ja que són de simetria actinomorfa, és a dir regular o radial, que es poden dividir en tres o més plans de simetria de manera que llur peces es disposen més o menys radialment.  Arxivat 2014-11-11 a Wayback Machine.. El periant, (peces estèrils de la flor que quan és doble el formen els sèpals i el pètals, quan és simple el forma el perigoni), és estret i en forma de tub.
Les fulles apareixen a la tardor i creixen d'un a dos terços l'alçada de l'espiga floral, uns 40-60 cms d'alçada. Cap al final del seu període de creixement alcen les espigues de flors uns 1,5 metres d'alçada arribant fins als 2m. L'espiga conté branques unides a l'eix de la tija i amb un parell de flors cada una. L'època de floració és del setembre al novembre. El color de les flors pot ser rosat, granat o blanc. També hi ha formes nanes d'uns 0,5m. L'insecte pol·linitzador és l'abella. El fruit és una càpsula petita, arrodonida i a dins hi ha diverses llavors brunes angulars i amb prominents crestes membranoses. Arxivat 2014-11-11 a Wayback Machine..

## Distribució i hàbitat
Watsonia marginata creix en les regions de Sud-àfrica on hi plou molt a l'hivern, entre les muntanyes de Bokkeveld al costat de Nieuwoudtville en el nord de la Península del Cap i al districte de Caledon en el sud. Estaria virtualment restringida a les àrees de completa sequera estival. Pot créixer en zones tan diverses com a prop del nivell del mar i també en muntanyes de mitjana alçada en sòls argilosos i pedregosos. També en zones de surgències estacionals pantanoses en els sòls arenosos.

## Etimologia
El gènere Watsonia va ser descrit en el 1752 per Philip Miller del Chelsea Physic Garden. El nom específic marginata és una referència al fet de tenir uns marges engruixits a les fulles. Va ser recol·lectada per primera vegada el 1773 i descrita el 1782. El nom comú africà és kanol derivat fonèticament del nom alemany original de 'knol' que significa corm i s'aplica a totes aquelles espècies cormofítiques encara en especial a les del gènere Watsonia. S'acompanya a vegades del prefix descriptiu per exemple rooikanol (corm vermell) si les flors són vermelles o suurkanol si el corm és d'un gust agre. El nom és també sovint combinat amb l'africà pypie tal com kanolpypie, com a referència al petit periant tubular de les flors.
Els sinònims que presenta són:
- Antholyza marginata (L.f.) Page ex Steud.
- Gladiolus glumaceus Thunb.
- Gladiolus marginatus L.f.
- Ixia marginata (L.f.) Aiton
- Ixia sceptrum Baker
- Neuberia marginata (L.f.) Eckl.
- Watsonia alba Arderne
- Watsonia glumacea (Thunb.) Asch. & Graebn.
- Watsonia marginata var. minor Ker Gawl.